# Terrence C. Carson
Terrence Connor Carson, znany jako T.C. Carson (ur. 19 listopada 1958 w Chicago) – amerykański aktor, piosenkarz jazzowy i tancerz. Laureat nagrody Young Artist Award w kategorii wybitna młoda obsada za występ w telewizyjnym biograficznym dramacie sportowym Walt Disney Television Odważna matka: Historia Mary Thomas (1989). 
Był także dwukrotnie nominowany do nagrody NAACP Image Awards (1997, 1998) za rolę Kyle’a Barkera w sitcomie Fox Living Single (1993–1998). 
Jako aktor głosowy wystąpił w roli Mace’a Windu w Gwiezdnych wojnach i jako Kratos w serii gier wideo God of War (2005–2013).

## Filmografia

### Filmy
- 1997: Brudny glina (Gang Related) jako	Manny Ladrew
- 2000: U-571 jako Seaman Eddie Carson
- 2003: Oszukać przeznaczenie 2 (Final Destination 2) jako Eugene Dix

### Seriale
- 1995–1998: Świat według Ludwiczka (Life with Louie) jako Norton Jensen, Gus (głos)
- 1999: Pełzaki (Rugrats) jako oficer Dan (głos)
- 2000–2002: Clifford (Clifford the Big Red Dog) jako komendant Straży Pożarnej Campbell / Pani Carson Listonosz / tata Charleya (głos)
- 2005: Pół na pół (Half & Half) jako Kyle Barker
- 2005: Gwiezdne wojny: Wojny klonów (Star Wars: Clone Wars) jako Mace Windu / Saesee Tin / generał Oro Dassyne (głos)
- 2007: Afro Samurai jako mistrz miecza / brat 4 (głos)
- 2008–2010: The Life & Times of Tim jako muzyk jazzowy (głos)
- 2008–2014, 2020: Gwiezdne wojny: Wojny klonów (Star Wars: The Clone Wars) jako Mace Windu / kultysta / członek rady / Droid Taktyczny (głos)
- 2018: Black Lightning jako Eldridge

## Dyskografia
Albumy
- 2000: Truth[5]
- 2014: Live in Beverly Hills[6]